# Élisabeth-Marguerite d'Orléans
Pour les articles homonymes, voir Marguerite d'Orléans.
 (juin 2011).
Si vous disposez d'ouvrages ou d'articles de référence ou si vous connaissez des sites web de qualité traitant du thème abordé ici, merci de compléter l'article en donnant les références utiles à sa vérifiabilité et en les liant à la section « Notes et références ».
Titre
Duchesse de Guise et de Joyeuse
15 juin 1667 – 30 juillet 1671
(4 ans, un mois et quinze jours)
Signature
Élisabeth-Marguerite d'Orléans, petite-fille de France, titrée à sa naissance Mademoiselle d'Alençon, née le 26 décembre 1646 au Palais du Luxembourg  et morte le 17 mars 1696 à Versailles, est la seconde des trois filles survivantes de Gaston de France et de Marguerite de Lorraine. Elle est duchesse de Guise par mariage et duchesse d'Alençon suo jure.

## Princesse du sang

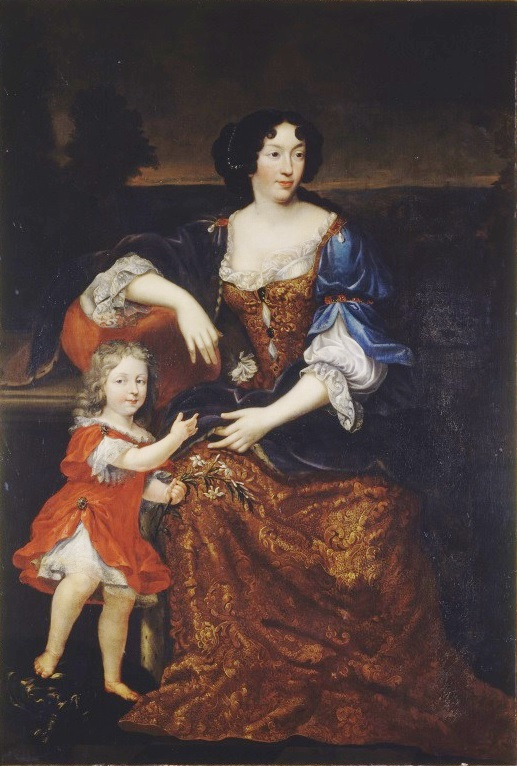
Elisabeth d'Orléans avec son fils, peinte en 1672 par Mignard - Château de Blois.

Élisabeth-Marguerite est née au palais d'Orléans, aujourd'hui le palais du Luxembourg à Paris.
Contrefaite, elle est nommée coadjutrice de sa grand-tante Catherine de Lorraine, abbesse de la prestigieuse abbaye de Remiremont, à qui elle succède dès 1648.
Ses sœurs ayant épousé l'une le grand-duc de Toscane en 1661, l'autre le duc de Savoie en 1663, elle renonce à son abbaye (quoique très aristocratique et très mondaine) pour épouser à Saint-Germain-en-Laye le 15 juin 1667 Louis-Joseph de Lorraine, fils du duc de Guise et de Joyeuse et de Marie-Françoise d'Angoulême (arrière-petite-fille du roi Charles IX), chef d'une branche cadette de la Maison de Lorraine.
Veuve dès 1671, son fils, François-Joseph de Lorraine, duc de Guise meurt dès 1675 à cinq ans. Avec lui s'éteint la branche des ducs de Guise.
Elle achète en 1675 l'hôtel de Guise à Alençon.
Elle mourut à Versailles en 1696 à l'âge de 49 ans.
Cousine germaine de Louis XIV et de son frère, elle était la sœur de Marguerite-Louise d'Orléans, grande-duchesse de Toscane, de Françoise-Madeleine d'Orléans, duchesse de Savoie et la demi-sœur de la Grande Mademoiselle.